# Vanča vas
Vanča vas (mađarski Ivánfalva, prekomurski Vanča ves, njemački Sankt Johann) je naselje u slovenskoj Općini Tišini. Vanča vas se nalazi u pokrajini Prekomurju i statističkoj regiji Pomurju. Ovdje je rođen Anton Števanec pisac i učitelj.

## Stanovništvo
Prema popisu stanovništva iz 2002. godine naselje je imalo 509 stanovnika.

## Šport
U naselju djeluje nogometni klub romske nacionalne manjine NK Roma Vanča Vas.